# ۷۳ (قمری)
۷۳ (قمری)، هفتاد و سومین سال در گاه‌شماری هجری قمری است. اول محرم این سال برابر با بیست و ششم مه سال ۶۹۲ میلادی است.

## رویدادها
- تصرف مکه مرکز حکومت عبدالله بن زبیر توسط سپاه اموی به فرماندهی حجاج بن یوسف

## درگذشتگان
- ۱۷ جمادی‌الثانی - عبدالله بن زبیر حاکم مکه (کشته شده به دست حجاج بن یوسف)

- اسما بنت ابوبکر